# José Madrid Moreno
José Madrid Moreno (Madrid, 16 de octubre de 1863 - Madrid, 5 de octubre de 1936) fue un científico español, miembro de número de la Real Academia Nacional de Medicina con el sillón número 50.
| Predecesor: Juan Manuel Díaz del Villar        | Presidente de la Real Sociedad Española de Historia Natural 1914 | Sucesor: Fernando García Arenal         |
| Predecesor: Joaquín González-Hidalgo Rodríguez | Real Academia Nacional de Medicina Sillón 50 1924-1936           | Sucesor: Luis Pablo Rodríguez Rodríguez |

- Datos: Q18640873